# Ібанська мова
Ібанська мова (Bahasa Iban) — мова народу ібан, одна з австронезійських мов, входить до малайсько-даякської групи західнозондської зони. Поширена на острові Калімантан у широкому регіоні, що включає малайзійські штати Саравак та Сабах і територію Індонезії. Число мовців — близько 700 тисяч осіб. Переважають аналітичні методи вираження граматичного значення. Писемність на латинській графічній основі.

## Переклад Біблії
Серед ібанів поширене християнство; Біблія (ібан. "Буп Кудус" - Священне писання) була перекладена ібанською мовою в 1988 році. У зв'язку з деякими збігами біблійної мови та прийнятої в Малайзії традиційної мусульманської термінології на поширення ібанської Біблії деякий час було накладено заборону.

## Привітання
Селамат пагі (Доброго ранку) - загальноіндонезійське вітання.